# Guardo
Guardo is een gemeente in de Spaanse provincie Palencia in de regio Castilië en León met een oppervlakte van 62,83 km². Guardo telt 6.413 inwoners (1 januari 2016).

## Demografische ontwikkeling
Bron: INE, 1857-2011: volkstellingen
Opm.: In 1857 werd de gemeente Intorcisa aangehecht

## Foto's

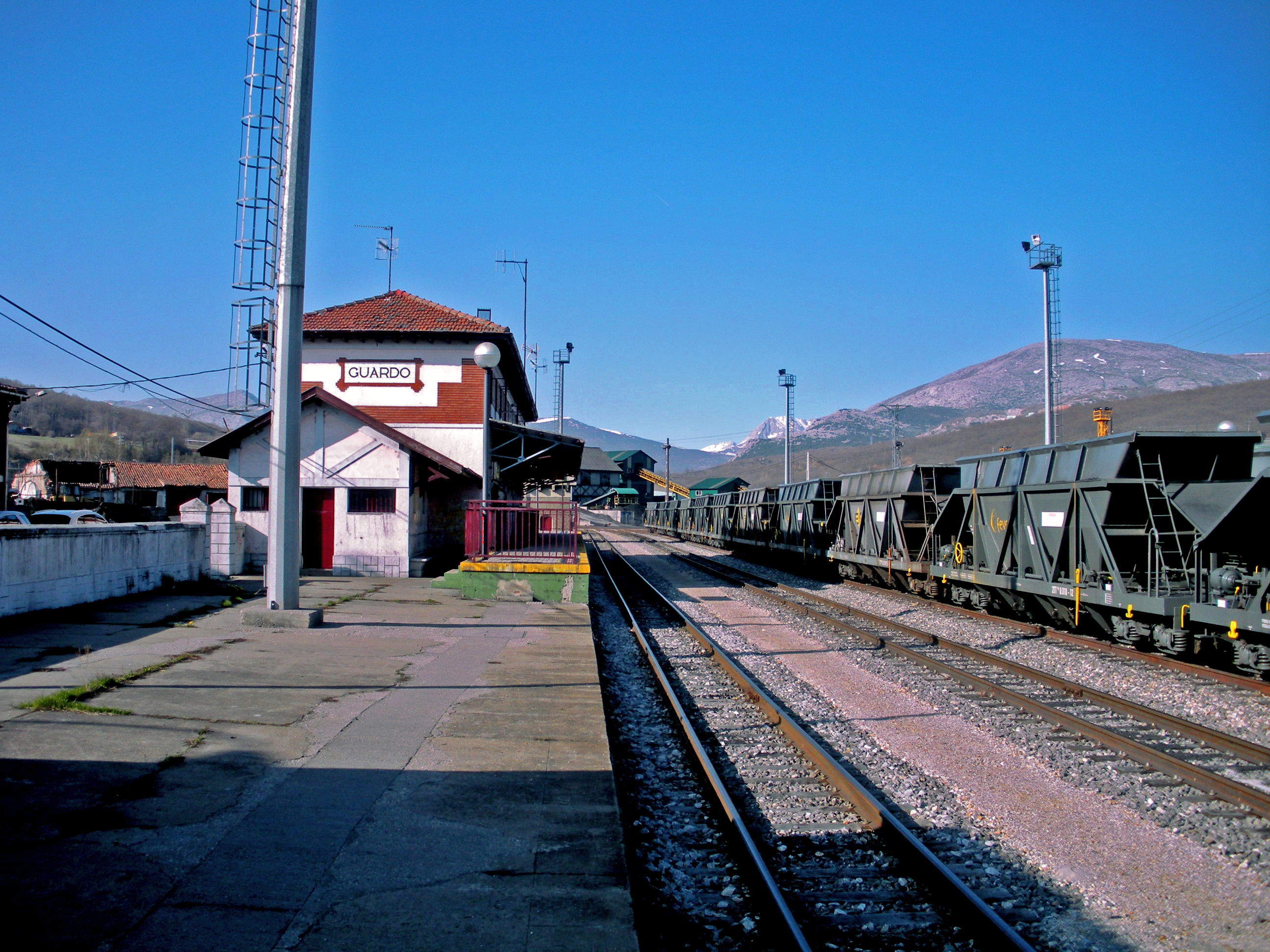
station
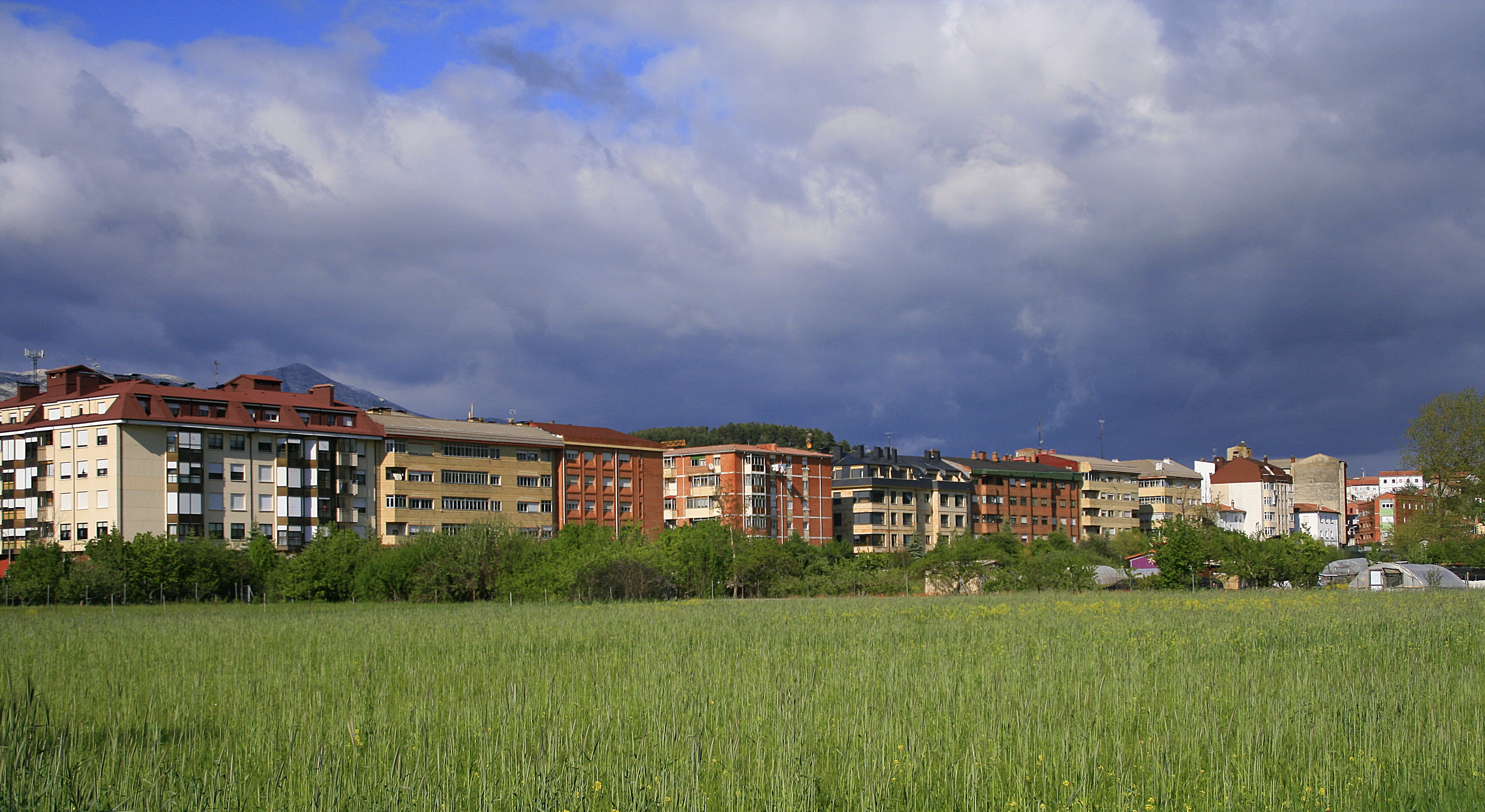
stad
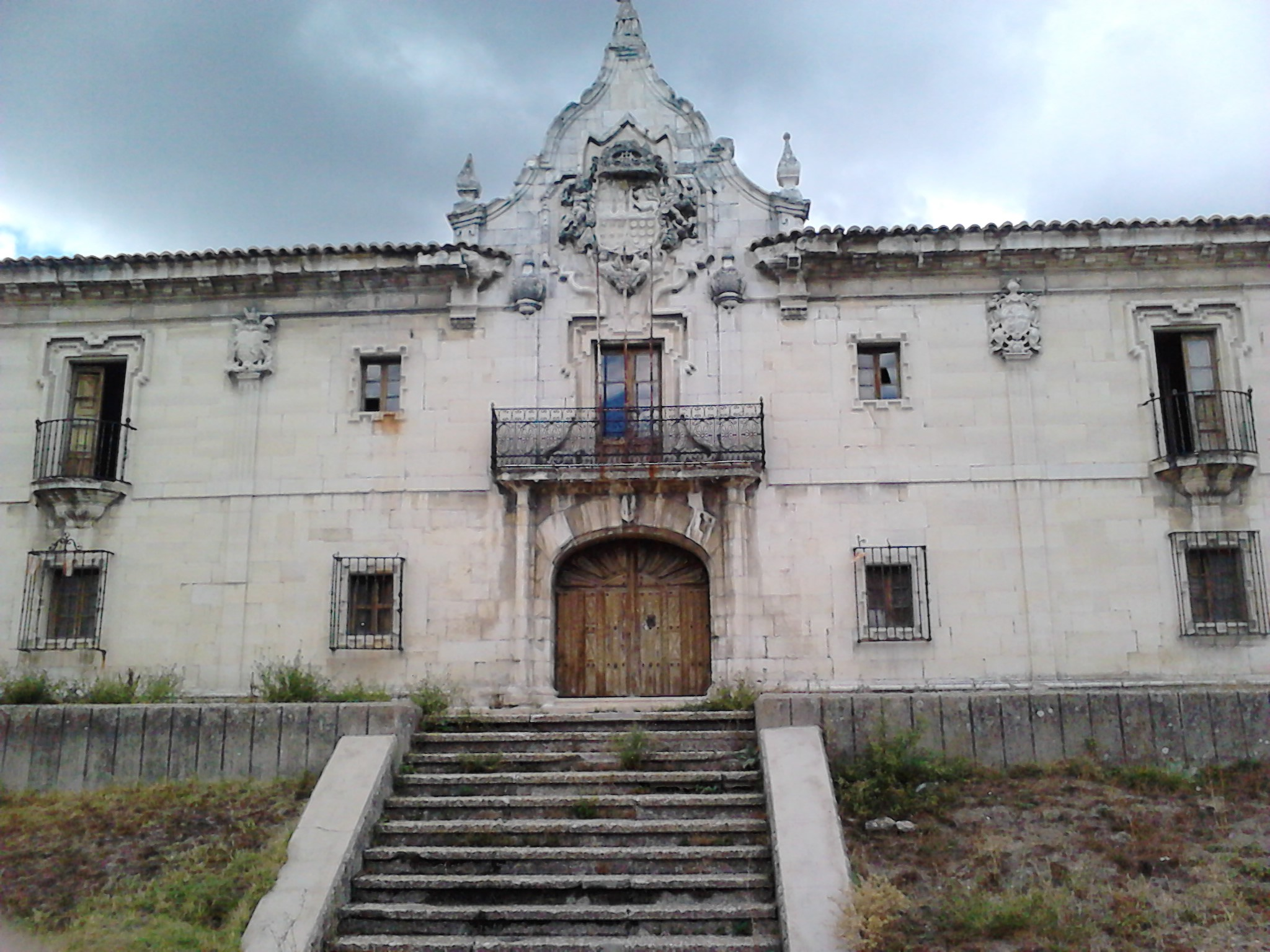
La Casa Grande